# Ametralladora

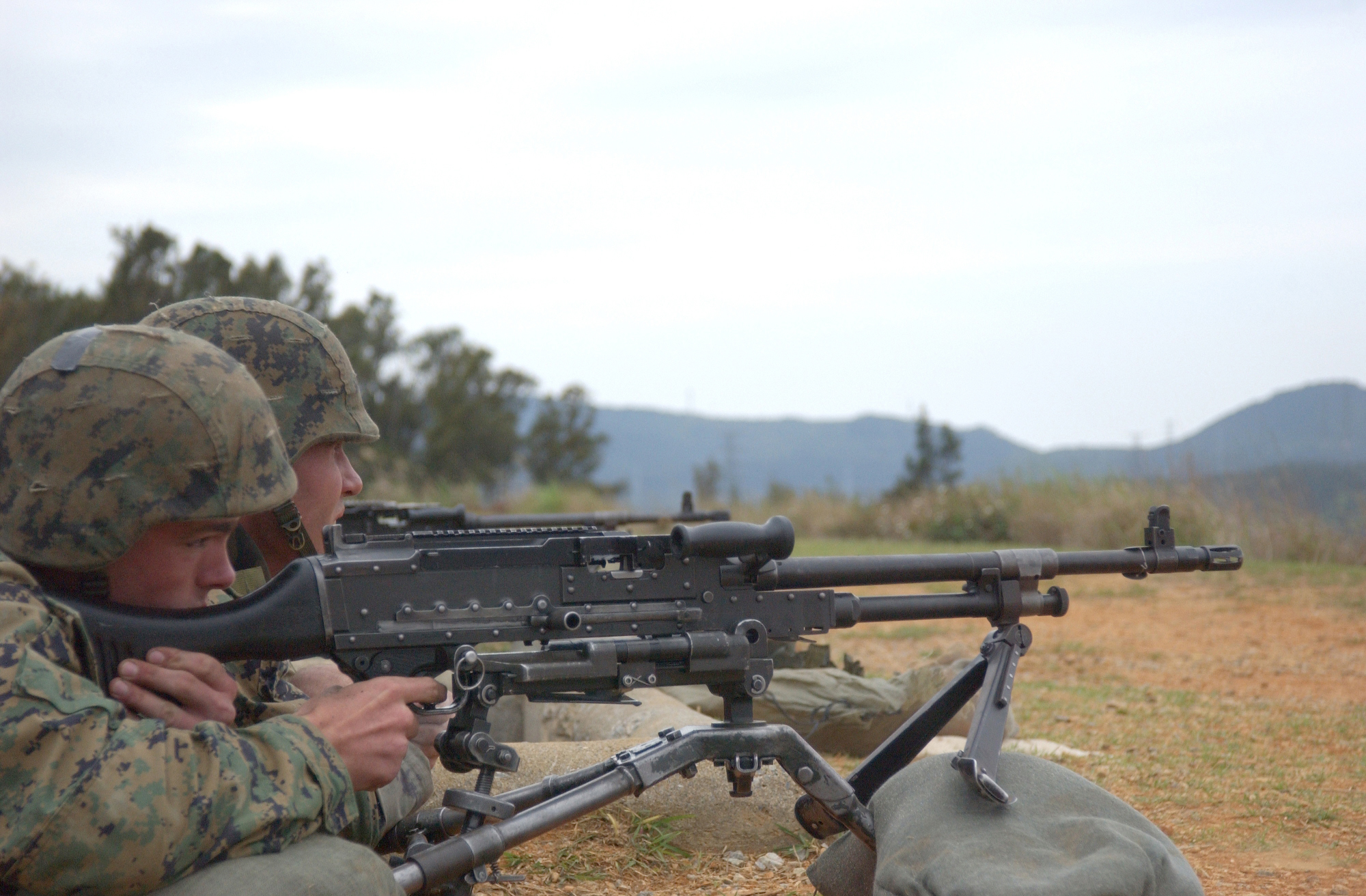
Marines estadounidenses con una ametralladora M240, versión local de la FN MAG.

Una ametralladora (o metralladora) es un arma de fuego automática diseñada para disparar una gran cantidad de munición a partir de un cargador o una cinta de municiones, que normalmente en un lapso breve y de forma sostenida puede disparar cientos de balas por minuto, debido a su mecanismo de disparo automático, e impactando en un determinado campo de tiro. Las ametralladoras generalmente son pesadas, voluminosas y están montadas sobre un afuste. El uso moderno de esta palabra se refiere a las ametralladoras automáticas, que fueron precedidas por las ametralladoras manuales con algunos detalles automáticos.
Las armas automáticas se clasifican generalmente cómo: subfusil, ametralladora, o cañón automático. Los subfusiles son pequeñas armas automáticas portátiles de mano para defensa personal o un combate de corto alcance, puesto que usan calibre de pistola. Una ametralladora es a menudo utilizada como una arma portátil, si bien generalmente se usa montada sobre un soporte o disparada desde tierra asentada en un bípode. A diferencia de los subfusiles, dispara munición de fusil. Las ametralladoras ligeras son bastante pequeñas para ser disparadas como un fusil, pero son más eficaces cuando se disparan desde una posición decúbito prono. La diferencia entre las ametralladoras y los cañones automáticos se basa en el calibre, que en el caso de los cañones automáticos es superior a 20 mm.
Otro factor es si el arma dispara munición convencional o proyectiles que explotan por impacto. Las armas de fuego que disparan proyectiles explosivos de gran calibre se consideran cañones automáticos o morteros automáticos. En contraste con los subfusiles y los cañones automáticos, las ametralladoras (como los fusiles) tienden a guardar una alta proporción entre la longitud del cañón y el calibre (un largo cañón por un calibre pequeño).

## Descripción general de las ametralladoras modernas

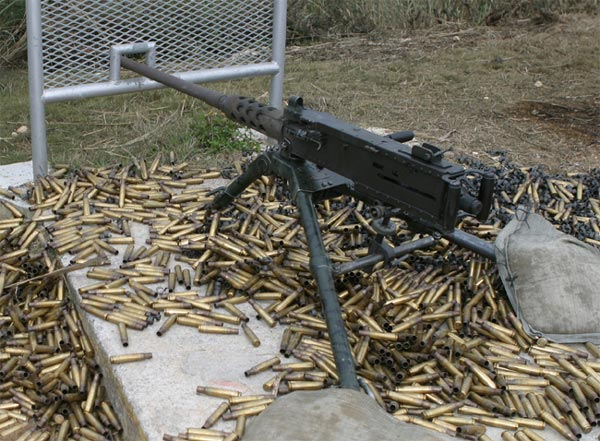
Ametralladora M2

A diferencia de las armas de fuego semiautomáticas, que requieren pulsar el gatillo por cada disparo, la ametralladora está diseñada para disparar de forma continua mientras el gatillo se mantiene pulsado, siendo capaz de proporcionar ráfagas continuas o frecuentes de fuego mientras dura la munición. Las ametralladoras se utilizan normalmente contra objetivos poco protegidos, o para proporcionar fuego de cobertura.
En la práctica, algunas ametralladoras proporcionan fuego de cobertura casi continuamente durante horas, si bien otras armas automáticas se sobrecalientan después de menos de un minuto de uso. A causa de que se calientan mucho, la práctica totalidad de ametralladoras cuenten con recámara abierta, para permitir la refrigeración por aire entre ráfagas y evitar el autoencendido de un cartucho cuando se deja de disparar. También existen otros sistema de refrigeración del cañón, como las aletas en el exterior del mismo, o forzando la circulación del aire, como en la ametralladora Lewis. Casi todos los diseños cuentan con un sistema de cañón extraíble para sustituirlo rápidamente cuando se calienta.
Aunque se subdividan en ligeras, medias, pesadas o de propósito general, incluso las ametralladoras más ligeras tienden a ser sustancialmente más grandes y más pesadas que otras armas automáticas. El arma automática de equipo, conocida con las siglas SAW (del inglés Squad Automatic Weapons) es una variación de la ametralladora ligera y requiere un solo operador (a veces con un asistente para transportar municiones). Las ametralladoras medias y pesadas van montadas en un trípode o en un vehículo; cuando se traen a pie, la ametralladora y el equipo asociado (trípode, municiones, cañones de repuesto) requieren un equipo de miembros adicionales.
La mayoría de las ametralladoras están alimentadas por cinta, aunque algunas ametralladoras ligeras se alimentan a partir de un tambor o un cargador.
Otras armas automáticas se subdividen en varias categorías basadas en la medida de la bala usada, y si el cartucho es expulsado desde una recámara cerrada o abierta. El fusil con selector de tiro o fuego que dispara cartuchos de fusil de alta potencia con recámara cerrada se denomina fusil de combate, mientras que el fusil con un cartucho intermedio se denomina fusil de asalto.
Algunos fusiles automáticos (cómo el Browning Automatic Rifle) fueron diseñados como una arma de un elevado ciclo de fuego para dar cobertura a las tropas, por lo cual requieren una capacidad de sustitución rápida de cargadores para conseguir fuego continuado. Pueden ser operadas por la persona que dispara el arma, o por un miembro auxiliar del equipo que proporcione la munición y los cargadores. El fusil de asalto, por el contrario, generalmente está concebido por un ciclo de trabajo más intermitente, y fue diseñado para ser el arma individual del soldado, por lo que puede ser transportado y utilizado fácilmente por una sola persona.

## Historia
Desde el XIV, algunos inventores intentaron crear una arma de defensa ligera que dispare a alta velocidad. Leonardo da Vinci diseñó una, pero no se concretó en ningún aparato, probablemente debido a la falta de medios técnicos. A partir del XVI se diseñaron algunas piezas de artillería de corto alcance para la defensa contra la infantería, que tiraban, en diferentes fases de la acción, proyectiles múltiples conocidos como cajas vizcaínas o chatarra, con unos efectos terribles sobre los organismos vivos. Aun así, la escasa movilidad de la artillería, especialmente en aquel entonces, limitaron el uso táctico. La idea de un arma de fuego que disparara de forma repetitiva hunde sus raíces en la primera generación de armas de fuego maduras, a comienzos del siglo XVI. Sin embargo, habrá que esperar hasta la mejora de la metalurgia para que surgieran los primeros modelos de fuego repetitivo.

### SigloXIX

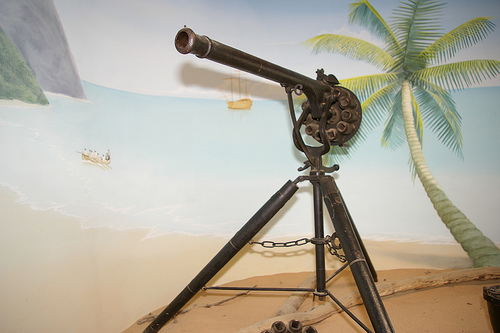
Arma de repetición de Puckle

En 1718, James Pückle inventó un artefacto para una arma de defensa. Esta pieza, con un diámetro de unos tres centímetros por casi un metro de largo, se componía de unos barriletes con once cámaras cargadas previamente y conseguía disparar sesenta y tres disparos en siete minutos, tres veces más rápido que el fusil de avancarga. Estaba pensada para ofrecer a los barcos de guerra una forma de defensa contra los abordajes. Su uso, sin embargo, no fue efectivamente implementado.
La idea se mantuvo latente hasta en 1862, cuando Richard J. Gatling presentó una nueva patente de un arma basada en el principio de seis a diez cañones giratorios, que permitía hacer fuego de una manera continuada y aumentaba el tiempo de enfriamiento, sin reducir el ritmo de fuego. Estas armas capaces de disparar de forma parecida a la ametralladora automática, con media docena o más de cañones de fusil dispuestos en posición circular alrededor de un eje y alimentados por un cargador vertical o cilíndrico. No eran verdaderos ametralladoras automáticas, ya que la energía para el proceso se obtenía de una manivela accionada por un soldado, mientras que en la ametralladora auténtica sólo hay que montar el cierre del arma y pulsar el gatillo, entonces la ametralladora continuará disparando automáticamente hasta soltar el gatillo o agotar la munición. La Gatling no era autónoma porque usaba una manivela para suministrar la energía con la cual los cartuchos se cargaban, percutían, extraían el casquillo vacío y lo expulsaba. Además, los tipos de cartuchos que utilizaba, de papel, limitaba la fiabilidad.
Comprada por el ejército estadounidense en 1865, hicieron modificaciones para el uso de cartuchos y vainas metálicas, innovación que mejoró mucho la eficiencia del arma. Pero, comoquiera que mantenía la medida de un pequeño cañón y la necesidad de un cajón de municiones, exigía todavía mejoras que se traducirían en la aparición de varias versiones. Considerada como una pieza de artillería, fue siempre desplegada sin formar parte de los movimientos de la infantería. Esto limitaba sus efectos en el plan táctico, puesto que su alcance era inferior al de un disparo de cañón que lanzara metralla.

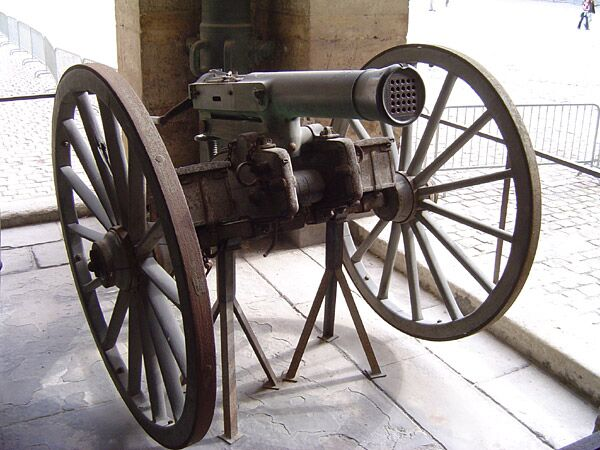
Mitrailleuse Reffye en los Inválidos de París

Al otro lado del Atlántico, en Bélgica, aparece el arma Montigny, fue adoptada por el ejército francés que lo utilizaba como arma de infantería. Era conocida en Francia cómo ‘’canon à balles'’ (cañón de balas) o ‘’mitrailleuse’’ (ametralladora) Reffye, por el nombre del militar responsable de su fabricación. Su funcionamiento es todavía más fácil porque sus veintiséis cañones, agrupados dentro de un tubo como de cañón, podían hacer fuego de manera individual o simultánea. Su capacidad de fuego y su alcance eran satisfactorios y en una ocasión una batería abatió cinco caballos en 90 segundos. Pero tácticamente resultó poco útil en el frente de combate, cosa que limitó de manera importante su impacto durante la guerra franco-prusiana de 1870, donde la artillería prusiana dominó claramente. A pesar de ser abandonada, su nombre ‘’mitrailleuse’’ quedó como genérico francés por las armas automáticas, a pesar de que todavía funcionaba a mano. Su uso en combate no dio resultados concluyentes, sobre todo comparada con las piezas de artillería de retrocarga prusianas, íntegramente forjadas en acero y de un efecto netamente superior.

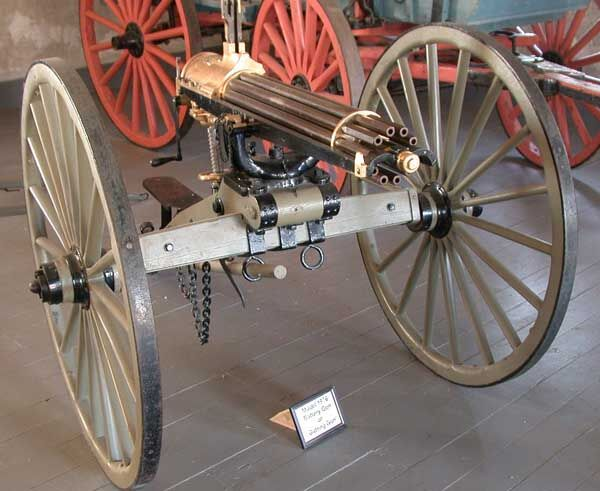
Cañón Gatling (Fuerte Laramie, Wyoming)

En el Reino Unido, en 1870, la empresa WG Armstrong and Co. obtuvo la licencia para la producción local de cañones Gatling, los primeros al ofrecer un fuego secuencial controlado, con carga mecánica. El arma estaba disponible en dos versiones: una del calibre .45 (de 45 centésimas de pulgada, es decir, 11,43 milímetros) que realizaba hasta 700 disparos por minuto, para el ejército de tierra, y una del calibre .65 (16,5 mm) para la Royal Navy. Uno de sus primeros usos fue en la batalla de Ulundi contra los zulúes. La Marina había sufrido anteriormente unas humillantes derrotas en Sudáfrica en enero de 1879, y en una nueva campaña armados con dos ametralladoras Gatling se opuso con éxito a los guerreros zulús, el mes de julio, causándolos más de 1 500 bajas. A partir de aquel momento esta arma formaría parte de las expediciones británicas en Egipto y Sudán. La popularidad de la Gatling se extendió en otros gobiernos como los de la China, varios países sudamericanos o Rusia que encargó 400 ametralladoras por la guerra contra los turcos. Su cartucho evolucionó a un sistema más moderno hecho todo de metal, eliminando así muchos de los atascos y otros incidentes que solían suceder durante los enfrentamientos. El ritmo de tiro lograba ahora los trescientos disparos por minuto. Aun así, comoquiera que las baterías eran destruidas por la artillería, que quedaba fuera de su alcance, y los operarios eran abatidos por francotiradores que no podían ver, su uso se limitó a las guerras coloniales, contra enemigos pobremente armados, donde fue utilizada hasta entrado el siglo XX. Si bien al principio conservaba la configuración de pieza de artillería, montada sobre una cureña como la de los cañones de la época, su perfeccionamiento la fue aligerando hasta permitir el transporte por una sola bestia de carga. Su efecto en conflictos coloniales fue un claro indicador de los cambios que las sucesivas generaciones de ametralladoras iban a producir en el campo de batalla. El freno a la evolución de la ametralladora pasó a ser la mentalidad de los oficiales de los ejércitos occidentales, que la entendían sólo como un arma apropiada para guerras coloniales, pero inapropiada en un campo de batalla europeo.
Durante la década de 1880 se impusieron el tipo de armas Nordenfeldt y Gardner, dos armas también con la arquitectura Gatling y con un gran calibre, diez y doce respectivamente, con uno o dos cañones de fuego. Fueron utilizadas por la infantería de marina para luchar contra los pequeños buques lanzadores de torpedos. Podían lanzar diez proyectiles por segundo sin interrupción durante un tiempo considerablemente largo.

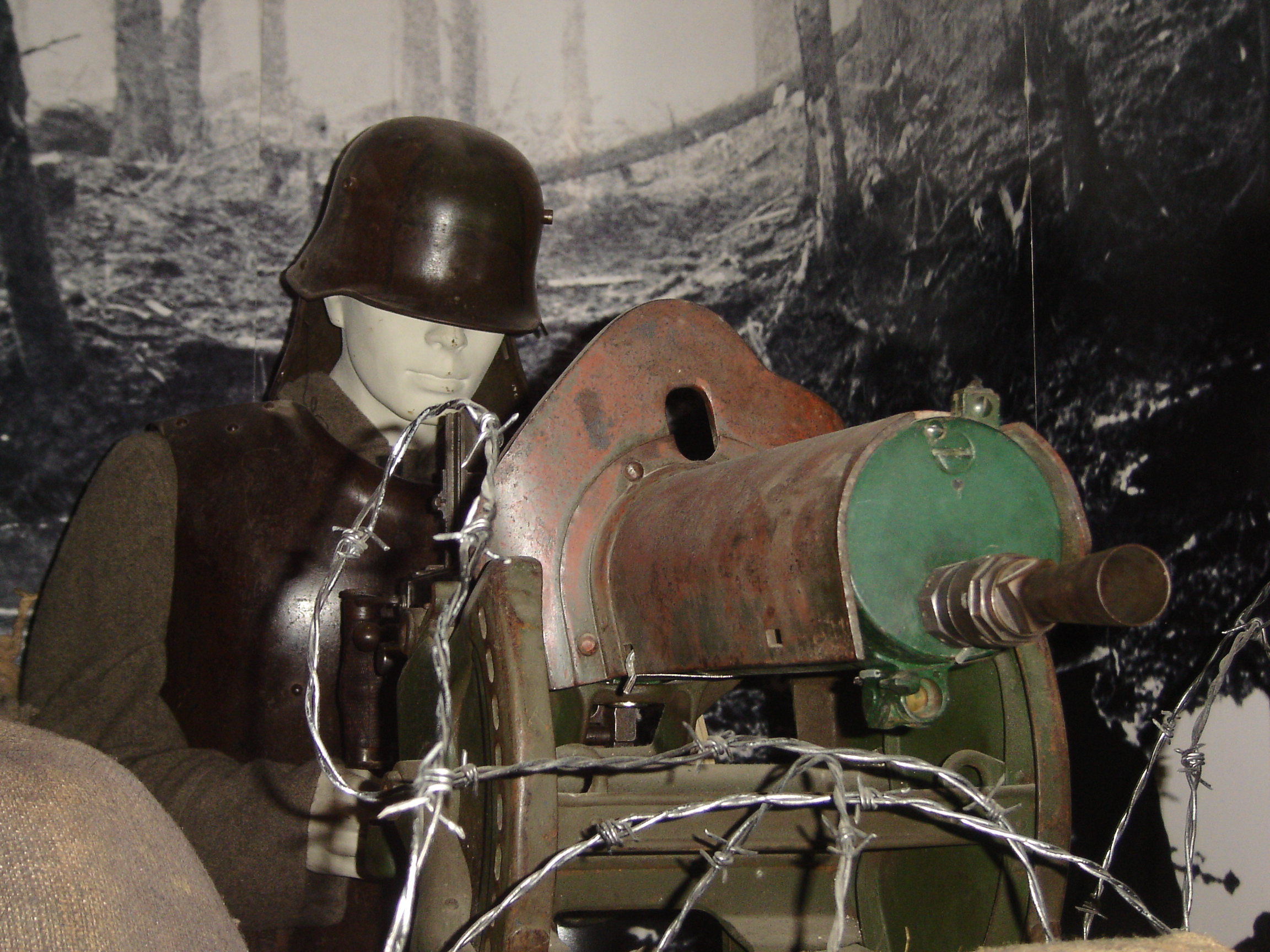
Ametralladora Maxim; representación de su manejo por un soldado alemán durante la Primera Guerra Mundial.

Como consecuencia de la guerra franco-prusiana de 1870, en Europa había quedado un mapa político muy dividido y con suficiente inestabilidad como para prever una nueva lucha armada en el centro del continente. En este contexto, el estadounidense nacionalizado británico Hiram Maxim patentó un conjunto de mejoras sobre las armas de repetición. A partir de la observación del fuerte retroceso que producía su fusil Springfield mientras practicaba tiro al blanco, le hizo idear en 1884 el diseño de la que se considera la primera ametralladora auténtica, puesto que utilizaba la presión de salida de los gases de proyección para provocar el retroceso del cañón, el montaje del cierre, la expulsión del casquillo y la alimentación con un nuevo cartucho obtenido de una cinta en el lateral del arma. Maxim realizó demostraciones por toda Europa y su ametralladora fue adoptada por la mayoría de los ejércitos del continente. Cuando el Káiser Guillermo II presenció dichas demostraciones, dijo al respecto de la creación de Maxim: «Esta es el arma, no hay nada parecido». 
En 1885, el fabricante Browning saca en los Estados Unidos un modelo de ametralladora accionado por el gas que se recoge del cañón a través de un émbolo dentro de un tubo conectado al cañón del arma, sistema adoptado después para los fusiles semiautomáticos y de asalto.

### ElsigloXXy las guerras mundiales

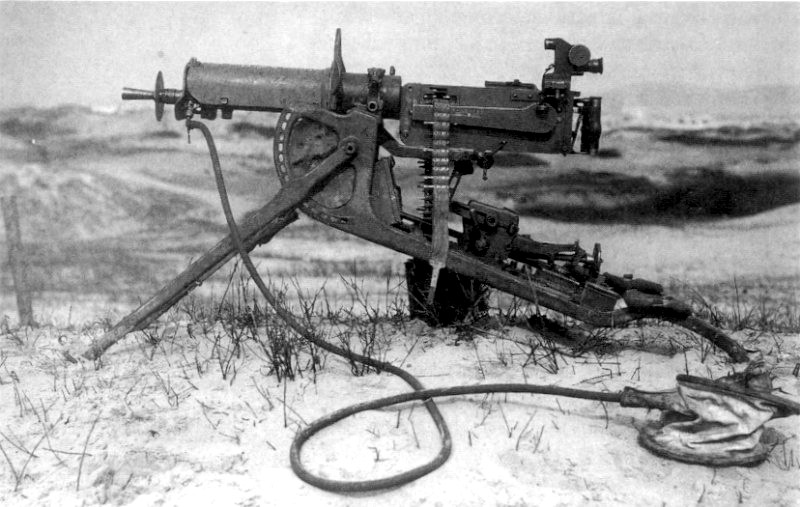
La Maschinengewehr 08 (MG08), ametralladora Maxim alemana de la Primera Guerra Mundial

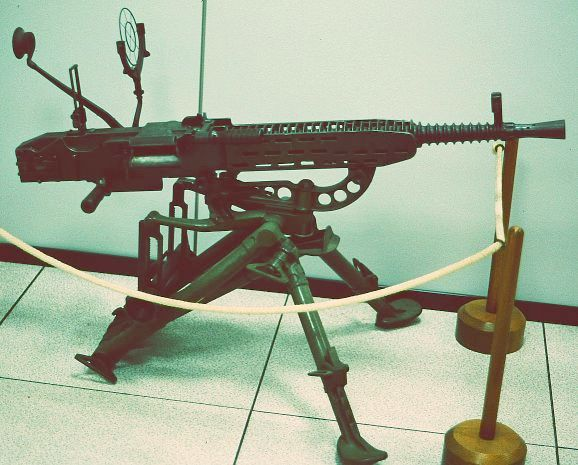
Ametralladora checa ZB37, sin culatín antiaéreo

Durante la Primera Guerra Mundial, las ametralladoras eran armas pesadas, montadas sobre un trípode o encima de ruedas al estilo de un pequeño cañón. Para resistir las ráfagas continuas sin quedar inoperantes por sobrecalentamiento, los cañones iban montados dentro de cilindros que eran llenados con agua para refrigerar el arma.
En 1917 Browning saca su modelo más famoso, que sigue siendo empleado en la actualidad y que funciona por el retroceso del cañón. El fusil sigue siendo empleado en la actualidad y funciona por el retroceso del cañón. Las Browning fueron adoptadas por el Ejército estadounidense y posteriormente en muchos otros países de la OTAN, cambiando sus calibres con el tiempo.
Las ametralladoras ligeras de la Primera Guerra Mundial y de entreguerras son en apariencia grandes fusiles diseñados para realizar tiro automático como apoyo al pelotón de fusileros tradicionales. El BAR (Browning Automatic Rifle) estadounidense, empleada en las dos guerras mundiales, o la inglesa Bren, usada durante la Segunda Guerra Mundial, entran dentro de esta categoría. Se trata de armas desarrolladas para estos conflictos. Posteriormente han sido incorporadas por otros muchos países de la OTAN, y a lo largo del tiempo han ido variando los calibres.
Antes de la Segunda Guerra Mundial, sin embargo, los alemanes inventaron la ametralladora polivalente o media. Esta arma puede actuar como una ametralladora de posición normal, al estilo de la Primera Guerra Mundial, montada en un trípode pesado con miras para actuar hasta 1 200 metros; o puede ser desmontada, con un bípode acoplado y utilizada en el rol de ametralladora ligera, pero con una potencia muy superior a las concebidas como tales.
En 1942 los alemanes diseñaron el Mkb-43, posteriormente denominado MP-43 y MP-44 y finalmente popularizado como StG-44. Además del MP-44 Alemania proyectó el FG-42 de Rheinmetall, conocido como fusil de paracaidista, a raíz de su utilización en la incursión de paracaidistas alemanes para liberar Mussolini en el Gran Sasso el 12 de septiembre de 1943.
La tendencia hacia fusiles automáticos, ametralladoras ligeras, y ametralladoras más potentes dio lugar a una gran variedad de armas de fuego de características combinadas entre fusiles ordinarios y ametralladoras: Cei-Rigotti, Fedorov Avtomat (1910), Simonov AVS-36 (1930), StG-44, carabina M1, AK-47 y AR-15, que han llegado a ser conocidos como fusil de asalto (a partir del término alemán Sturmgewehr). Muchos aviones estaban equipados con cañones automáticos, y un cañón similar (apodado «Pom-pom») fue utilizado como arma antiaérea. Los diseños de Bofors de Suecia y Oerlikon de Suiza fueron ampliamente utilizados por ambos bandos y han influido enormemente en armas similares desarrolladas desde entonces.
Estos tipos de armas normalmente se alimentan mediante cargadores o tambores de 30 a 100 cartuchos y disponen de un pequeño bípode al extremo para disparar acostado cómodamente. El concepto permanece hoy en día, y la mayoría de las ametralladoras actuales similares son fusiles de asalto modificados para dar una mayor duración al cañón, con un bípode y cargadores de más capacidad que los estándares del arma original, a pesar de que hay modelos actuales de cinta diseñados expresamente como ametralladoras ligeras.
En la Segunda Guerra Mundial, los alemanes emplearon la MG-34 y la MG-42, que es una versión simplificada del anterior, con la mayor parte de sus piezas en chapa estampada para abaratar el coste. La MG-42 permanece hasta hoy en día en servicio en la OTAN con la denominación MG-3. Otros modelos son la M-60 norteamericana de la época de la guerra del Vietnam, la PKM rusa y la FN MAG belga.

### Posguerra mundial
A partir de 1948 la FN de Herstal produjo un fusil conocido con las siglas FAL que tuvo una gran difusión fuera del bloque comunista. Inicialmente fue utilizado por los ejércitos belga y británico, pero a partir de 1970 ya lo usaban más de 75 países. Su popularidad era fruto de su solidez y estabilidad, si bien era un poco pesado.
En la misma época en el español Centro de Estudios Técnicos de Materiales Especiales (CETME), en colaboración con ingenieros alemanes, desarrolló el CETME modelo 2, un fusil de asalto que venía a sustituir el Mauser como arma oficial del ejército español. Inicialmente utilizaba munición de 7,92 × 57 mm, pero fue reconvertido al calibre 7,62 × 51 mm para adaptarlo a la munición normalizada de la OTAN.
A partir del diseño del CETME modelo 2, se desarrolló el modelo alemán G-3, un fusil de asalto fabricado por Heckler y Koch e incorporado al ejército alemán a partir de 1959. Con modificaciones para adaptarse a los estándares OTAN y el uso de materiales plásticos para reducir el peso, el G-3 continúa como arma reglamentaria del ejército alemán además de haber sido aceptado por un gran número de países.
Por su parte los Estados Unidos desarrollaron una arma automática denominada M-14, como evolución de su fusil M1 Garand.
Durante la guerra fría, en el bloque oriental del Pacto de Varsovia se desarrolló el Kaláshnikov AK-47, con cartuchos similares a los occidentales de 7,62 x 39 mm. El desarrollo de esta munición se basó en la del 7,92 × 33 mm Kurz del StG-44. Se trata de una arma ligera, muy resistente y de una gran fiabilidad, con un funcionamiento sencillo que permitió su difusión entre ejércitos de los países bajo la influencia comunista de la URSS, como China, Polonia, la República Democrática Alemania o Egipto, así como entre muchos grupos armados de todo el mundo.

### Futuro

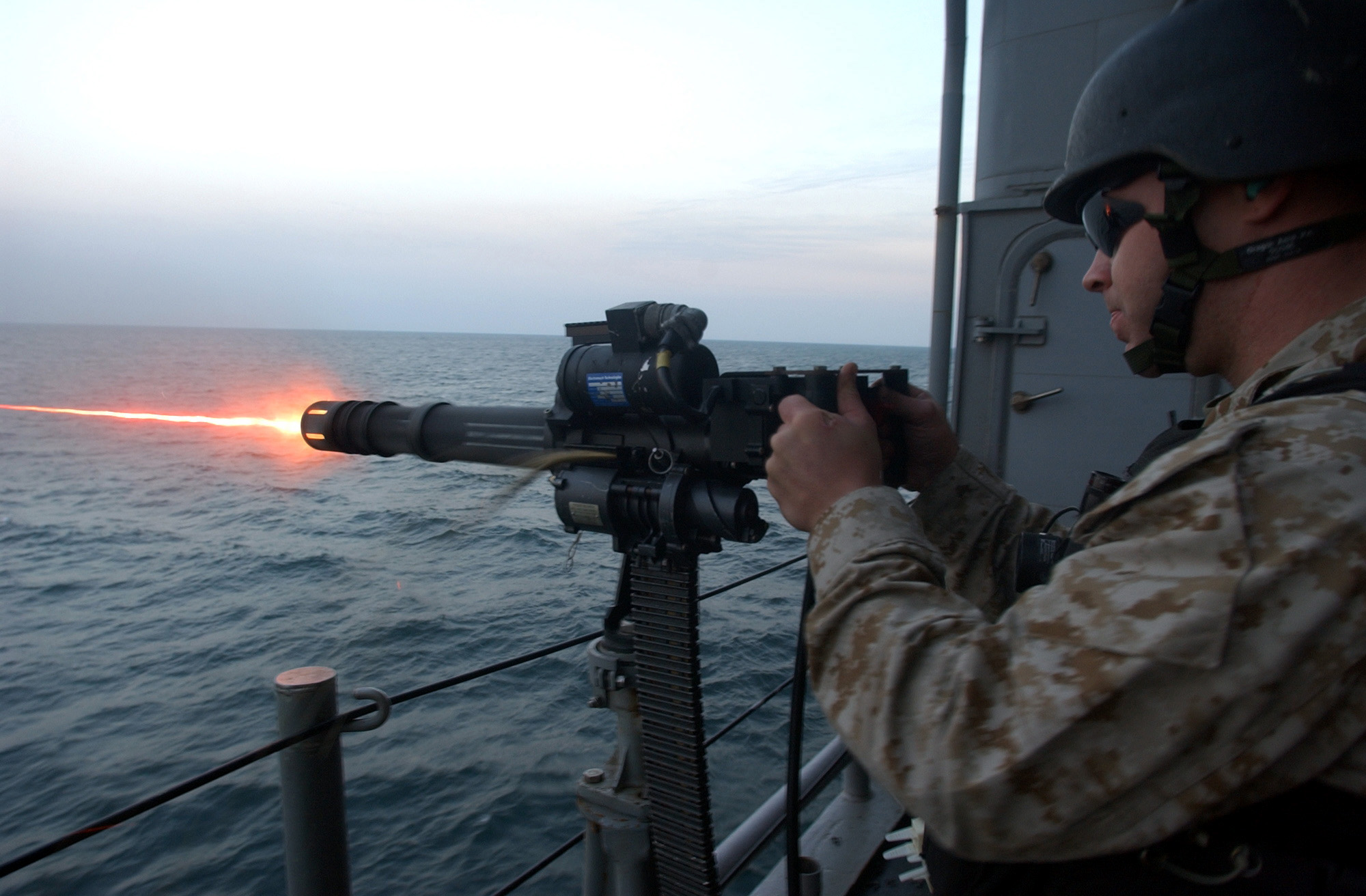
Una ametralladora de la US Navy 7,62 mm GAU-17. Está alimentada externamente por un motor eléctrico (visible a la parte superior) que acciona el mecanismo de carga, el cebado, y el disparo. Además, se puede observar la empuñadura de la pala, tipo mola de montura y la rápida expulsión de los cartuchos.

La evolución del arma automática convencional se ha visto frenada por el hecho que los diseños de ametralladora existentes son adecuados para la mayoría de usos. Aun así, todavía se llevan a cabo desarrollos significativos en cuanto a antiblindaje y armas antimisiles.
Se pueden encontrar ametralladoras controladas electrónicamente con velocidades ultra altas de fuego en algunas aplicaciones, a pesar de que las armas de pequeño calibre actuales de este tipo han resultado poco utilizadas: son demasiado ligeras para su uso contra los vehículos, pero demasiado pesadas (sobre todo con la necesidad de disparar una cantidad tácticamente útil de municiones) para los soldados individuales. La tendencia hacia una mayor fiabilidad y una potencia dada probablemente continuará. Otro ejemplo es la de seis cañones y 4000 dpm, la XM214 "six pack", desarrollada por General Electric. Tiene un tren de potencia complejo y un peso de 39 kg, factores que pueden, en algunas circunstancias, presionar en contra su despliegue.
Metal Storm ha desarrollado un nuevo tipo de ametralladora, con tasas de fuego de hasta 1 620 disparos por minuto. Las características distintivas de esta tecnología son la ausencia de sistemas de eyección (sólo las partes en movimiento son los proyectiles), de alimentación de munición y el encendido electrónica de las cargas de propulsión.

## Impacto en la guerra
Su aparición cambió decisivamente la forma de combatir, que no había sufrido grandes evoluciones desde la época napoleónica, y junto a la artillería, obligó al uso de trincheras y convirtió la guerra en líneas estáticas desde las que se lanzaban asaltos masivos de infantería contra las líneas enemigas, que normalmente acababan en masacres inútiles.
Como respuesta a la ametralladora aparecieron el tanque para asaltar las líneas defendidas por ametralladoras y las primeras soluciones que permiten a la infantería llevar armas automáticas para el asalto, como el subfusil o las primeras ametralladoras ligeras.

## Evolución de la ametralladora

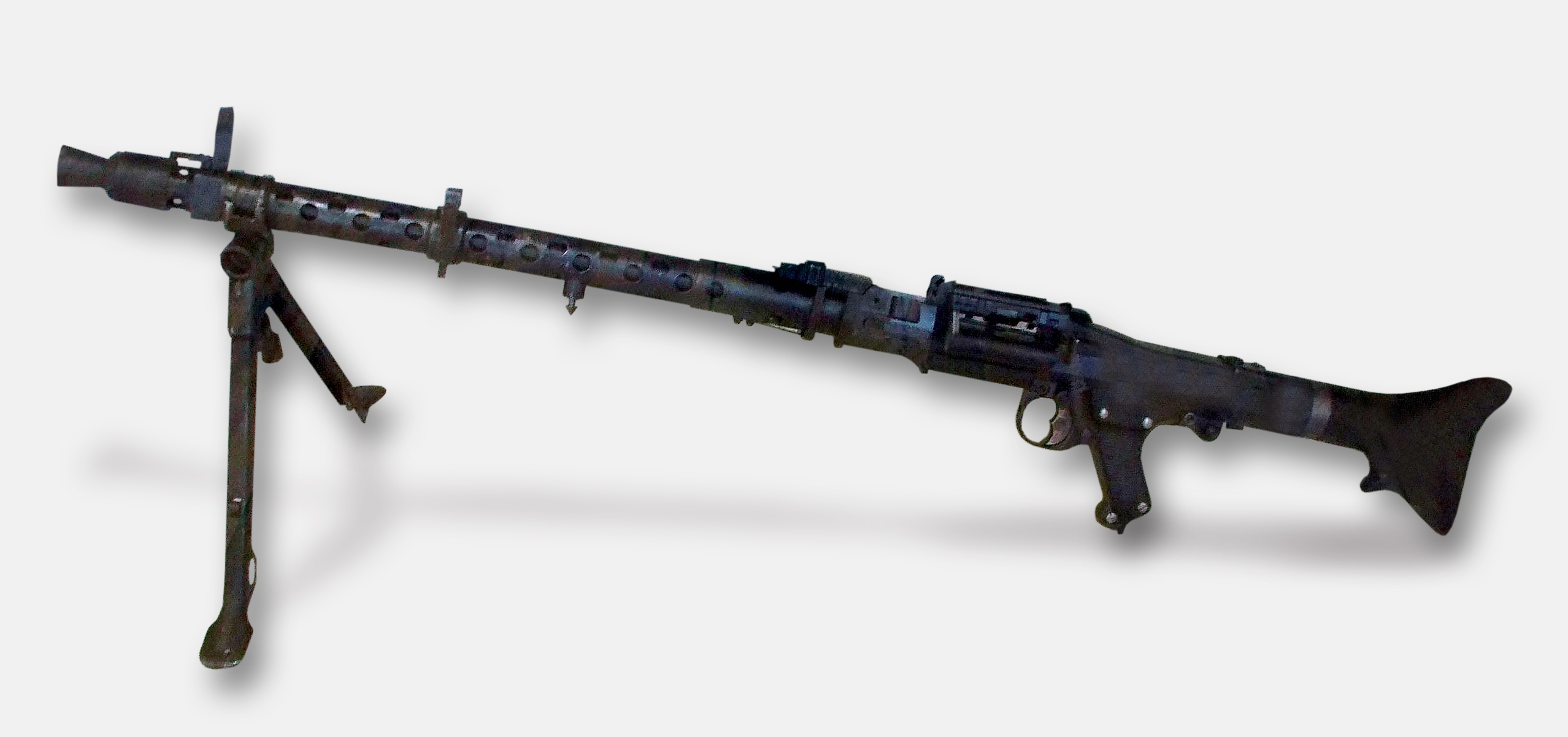
Ametralladora de propósito general MG 34.

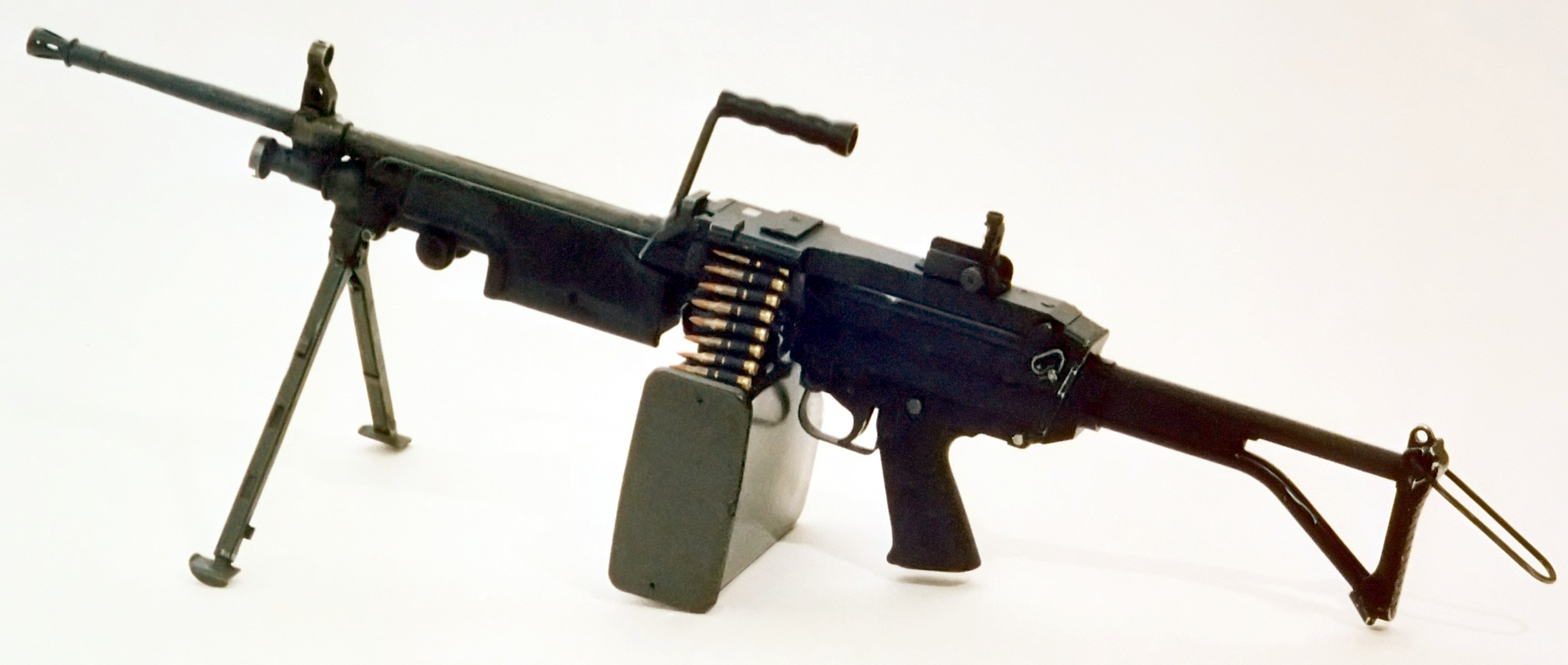
Ametralladora ligera FN Minimi.

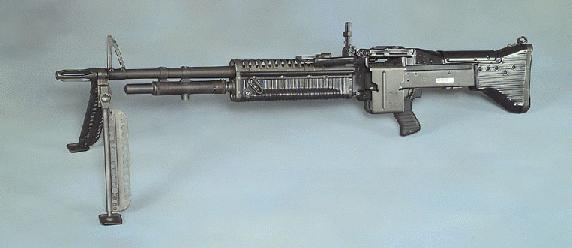
Ametralladora M60.

Durante la Primera Guerra Mundial, las ametralladoras eran armas pesadas, montadas sobre un trípode o un afuste con ruedas al estilo de un pequeño cañón. Para resistir las ráfagas continuas sin quedar inoperativas, los cañones estaban rodeados por una camisa de enfriamiento que era llenada con agua para enfriar el arma.
Las ametralladoras ligeras de la Primera Guerra Mundial y el período de entreguerras son en apariencia grandes fusiles diseñados para tiro automático como apoyo al pelotón de fusileros tradicional. Armas como la estadounidense BAR (Browning Automatic Rifle) empleada en las dos guerras mundiales o la inglesa Bren, usada en la Segunda Guerra Mundial, entran dentro de esta categoría. Normalmente se alimentan mediante cargadores o tambores de 30 a 100 cartuchos y disponen de un pequeño bípode en el extremo para disparar cómodamente tumbado. El concepto permanece hoy en día, y la mayoría de las ametralladoras actuales de este tipo son fusiles de asalto modificados para dar una mayor duración al cañón, con un bípode y cargadores de más capacidad que los estándares del fusil del que proceden, aunque hay modelos actuales de cinta diseñados expresamente como ametralladoras ligeras, como la FN Minimi belga (utilizada por el ejército estadounidense y muchos países de la OTAN) y la CETME Ameli española.
Antes de la Segunda Guerra Mundial, los alemanes inventaron a su vez la ametralladora polivalente o media. Esta arma puede actuar como una ametralladora de posición normal, al estilo de la Primera Guerra Mundial, montada en un trípode pesado con miras para actuar hasta 1200 m; o puede ser desmontada, acoplada a un bípode y utilizada en el rol de ametralladora ligera, pero con una potencia muy superior a las concebidas expresamente como tales.
En la Segunda Guerra Mundial, los alemanes emplearon la MG 34 y la MG 42, que es una versión simplificada de la anterior, con la mayor parte de sus piezas hechas de chapa de acero estampada para abaratarla. La MG 42 permanece hasta hoy en día en servicio en la OTAN, en una versión mejorada denominada Rheinmetall MG3. Otros modelos son la M60 estadounidense de la época de la guerra de Vietnam o la PKM rusa.

## Ametralladoras antiblindaje y pesadas

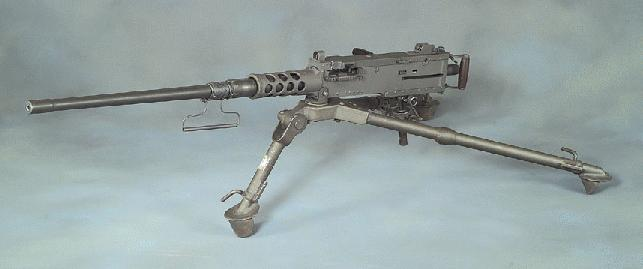
La Browning M2 de 12,7 mm, diseñada por John Browning, se convirtió en uno de los diseños de ametralladora pesada más exitosos.

En la Segunda Guerra Mundial apareció un tipo de ametralladoras de gran calibre, alcance y capacidad de penetración: las ametralladoras pesadas. Se emplean como antiaéreas o para destruir vehículos con poco blindaje o ninguno; son capaces de desmembrar a un soldado, por lo cual también se usan como ametralladoras de posición y suelen ser elegidas para montar en carros de combate como arma auxiliar, blindados de asalto o helicópteros. Con calibres entre el .50 BMG (12,7 mm) y 14,5 mm, muchas tienen casi 3 000 metros de alcance y pueden perforar blindajes ligeros.
Un tipo de arma relacionada con las ametralladoras es el cañón automático, habitualmente de calibres de 20 a 30 mm y montado en torretas, en los blindados de asalto o en helicópteros y aviones de combate. A veces, es accionado mediante una fuente de energía externa y dispone de múltiples cañones al estilo de las antiguas Gatling para soportar el desgaste y calentamiento al que se ve sometida el arma durante su uso. De hecho, la principal diferencia entre las Gatling de finales del XIX y estas desarrolladas durante la guerra fría se centra en el hecho que las primeras funcionaban con fulminantes de percusión y las últimas con un sistema de ignición eléctrico. Este tipo de cañón, que emplea proyectiles con núcleo perforando y velocidad de más de 1 000 metros por segundo; consigue perforar blindajes de más entidad y destrozar vehículos con gran facilidad. Por ejemplo, el cañón automático rotativo GAU-8 de 30 mm que emplea el avión antitanque A-10 Thunderbolt es capaz de perforar el blindaje superior de cualquier tanque o de dañarlo gravemente, provocando heridas a los ocupantes por la metralla.

## Ametralladora ligera
Una ametralladora ligera (LMG por sus siglas en inglés) o fusil de ametrallamiento, es una ametralladora diseñada para ser empleada por un único soldado, con asistente o sin él, como apoyo a la infantería en la línea de frente. La ametralladora ligera suele ser usada como arma automática de escuadrón.
Una ametralladora ligera puede ser identificada o por el arma o por su función táctica. Se usa para disparar ráfagas cortas de 8-10 disparos, generalmente desde un bípode; un soporte para fuego continuo como es el trípode ya es una característica de una ametralladora media. Algunas ametralladoras, en particular las ametralladoras de propósito general, pueden ser desplegadas tanto como ametralladoras ligeras como medias. Como regla general, si una ametralladora es desplegada con un bípode es una ametralladora ligera; y si lo es en un trípode es una ametralladora media, a menos que tenga un calibre de 12,7 mm o superior, entonces es una ametralladora pesada. Las ametralladoras ligeras modernas suelen tener un calibre menor, además de ser más livianas  y compactas, que las ametralladoras medias.  
Las ametralladoras ligeras, como la Lewis británica fueron introducidas por primera vez en la Primera Guerra Mundial para aumentar el poder de fuego de la infantería. Al fin de la Segunda Guerra Mundial, las ametralladoras ligeras generalmente estaban siendo desplegadas en una escala de una por sección o escuadra, y las escuadra de infantería moderna emergió con tácticas basadas en la utilización de las ametralladoras ligeras.

## Desgaste del cañón
Las ametralladoras son armas que sufren un fuerte desgaste debido a la gran cantidad de impactos y roces de sus mecanismos y a la erosión y calor que se genera en el cañón. Los cañones no suelen resistir más de unos centenares de disparos continuos sin dilatarse, de forma que se puede llegar a inutilizar temporalmente el arma, por lo que hay que dosificar los disparos en forma de ráfagas con intervalos, y las estrías del cañón se desgastan de tal forma que hay que sustituir todo el cañón cada 10 000 o 15 000 disparos para mantener las características balísticas del arma.

## Ergonomía de uso

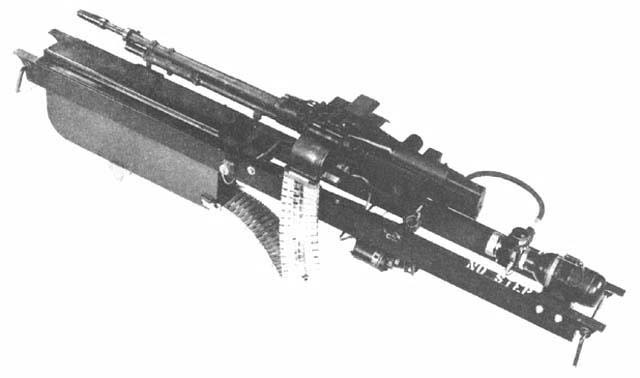
Detalle de la M2, una ametralladora que es parte de un subsistema complejo de armamento; se puede apuntar y disparar desde un avión sin operación manual.

Los elementos de la ametralladora que están en contacto con el cerrojo son, en la mayoría de casos, la empuñadura y el gatillo. En las primeras ametralladoras manuales, el tipo más común era una manivela. En las ametralladoras operadas remotamente, se suele utilizar un pulsador electrónico o el gatillo de una palanca de control. Las ametralladoras ligeras a menudo tienen una culata adosada, mientras que las ametralladoras montadas sobre vehículos con trípode generalmente tienen empuñaduras planas. En el XX, el uso de miras y otros sistemas ópticos complejos sustituyeron el punto de mira hechos sobre el cañón.
Las primeras ametralladoras manuales contaban con pesados sistemas de alimentación para los cartuchos sueltos, sin enlazar. Las armas ligeras de mano funcionan normalmente basándose en cargadores manuales que contienen diferentes cantidades de cartuchos y que suponen interrumpir el fuego para cambiarlos. Por el contrario, los sistemas basados en cargadores o cajas permiten realimentarlas mientras el arma está disparando. Esto comportó un cambio gradual hacia sistemas de alimentación con cintas de cartuchos. Los sistemas de alimentación basados en cintas de balas permiten que sean portadas por una persona, o dentro de una caja que hace de alimentador.
Las ametralladoras modernas se montan habitualmente de cuatro maneras diferentes:
- Sobre trípode. Es utilizado en ametralladoras medias y pesadas.
- Con uno bípode. A menudo se encuentra integrado con el arma. En este caso la persona que dispara apoya como si fuera una «pata» más. Es común en las ametralladoras ligeras y medias.
- Las ametralladoras de los aviones y de los barcos se montan generalmente en un afuste, básicamente una sujeción de acero conectada a la estructura.
- Finalmente, pueden formar parte de un sistema de armamento, como en un tanque o una aeronave. Entonces acostumbran a no ser operadas directamente por personas, sino que son disparadas eléctricamente y tienen complejos sistemas para apuntar.

## Ametralladoras en aviación
En julio de 1915, el Fokker E.III entró en funcionamiento. Fue el primer avión con una ametralladora sincronizada que podía disparar a través de la hélice. Esto fue una arma formidable para luchar con aviones más antiguos. Esta aeronave y su sucesor, conocido con el nombre de Eindecker (monoplano en alemán), permitió en Alemania recuperar su atraso acumulado. El primer combate del Fokker se llevó a cabo el 1 de julio de 1915, justo al este de Lunéville, cuando el teniente Kurt Wintgens, uno de los pilotos seleccionados para poner a prueba una serie de cinco prototipos, atacó a un Morane-Saulnier L biplaza de observación detrás de las líneas de los Aliados. Se contaron alrededor de 200 agujeros de bala en el motor rotativo del aparato francés. Los británicos adoptaron el sistema de sincronización de George Constantinesco a partir de 1918. Este sistema estaba basado en la teoría y experimentos de Constantinesco sobre la transmisión de ondas sonoras a través de un líquido.